# Roye, Somme

Roye este o comună în departamentul Somme, Franța. În 1 ianuarie 2022 avea o populație de 5.748 de locuitori.